# PKCS
PKCS (acronimo di Public-Key Cryptography Standards) sono delle specifiche utilizzate nella crittografia informatica prodotte dai laboratori della RSA inc., in collaborazione con sviluppatori sparsi in tutto il mondo, al fine di incrementare l'uso della tecnica di cifratura a chiave Asimmetrica. 
Pubblicate nel 1991, sono diventate grazie alle vasta documentazione e alle molte implementazioni, un vero e proprio standard usato in molti applicativi quali S/MIME e SSL. Lo scopo di questi standard è di facilitare e promuovere l'uso delle chiavi pubbliche. 
|          | Versione | Nome                                                             | Commenti |
| -------- | -------- | ---------------------------------------------------------------- | --- |
| PKCS #1  | 2.1      | Standard della crittografia RSA                                  | RFC 3447. Definisce le proprietà e il formato dell'algoritmo RSA. |
| PKCS #2  | -        | Obsoleto                                                         | Descriveva la crittazione RSA di messaggi riassunti. È stato incluso nello standard PKCS#1. |
| PKCS #3  | 1.4      | Standard dello scambio di chiavi Diffie-Hellman                  | Vedi scambio di chiavi Diffie-Hellman |
| PKCS #4  | -        | Obsoleto                                                         | Descriveva la sintassi della chiave RSA, ma è stato incluso nello standard PKCS #1. |
| PKCS #5  | 2.0      | Standard di crittazione con l'utilizzo di una password           | Vedi RFC 2898 e PBKDF2. |
| PKCS #6  | 1.5      | Standard per la sintassi dei certificati estesi                  | Definisce le estensioni del vecchio certificato v1 X.509. Diventato obsoleto dalla v3. |
| PKCS #7  | 1.5      | Standard della sintassi dei messaggi crittografici               | Vedi RFC 2315. Usato per firmare o criptare messaggi in una infrastruttura a chiave pubblica (PKI). Usata anche per la trasmissione di certificati (solitamente in risposta a un messaggio PKCS#10).                                                                                             |
| PKCS #8  | 1.2      | Standard della sintassi dell'informazione della chiave privata.  | |
| PKCS #9  | 2.0      | Tipi di attributi selezionati usati nei PKCS                     | RFC 2985 |
| PKCS #10 | 1.7      | Standard per la sintassi delle richieste di certificazione       | Vedi RFC 2986. Sintassi del messaggio spedito a una certificate authority per richiedere la certificazione di una chiave pubblica. |
| PKCS #11 | 2.20     | Standard per l'interfaccia dei Token crittografici               | Un API che definisce un'interfaccia generica per un Token. |
| PKCS #12 | 1.0      | Standard per la sintassi dello scambio di informazioni personali | Definisce il formato del file usato per conservare la chiave privata e i certificati pubblici, proteggendoli con una parola chiave. (Questo file non può essere usato da Apache) |
| PKCS #13 | –        | Standard per la crittografia basata sulle curve ellittiche       | (Sviluppo in corso) |
| PKCS #14 | –        | Standard per la generazione di numeri pseudo-casuali             | (Sviluppo in corso) |
| PKCS #15 | 1.1      | Standard del formato delle informazioni di Token crittografici   | Definisce uno standard che permette agli utilizzatori di token crittografici di identificarsi da soli alle applicazioni, indipendentemente dall'implementazione di cryptoki con l'applicazione (PKCS #11) o un'altra API. Queste specifiche sono state integrate nello standard ISO/IEC 7816-15. |